# Astragalus tuvinicus
Astragalus tuvinicus là một loài thực vật có hoa trong họ Đậu. Loài này được S.A.Timokhina miêu tả khoa học đầu tiên.